# One (album Bee Geesa)
One šesnaesti je studijski album australskog rock sastava The Bee Gees, koji izlazi travnju 1989.g. (u SAD-u izdanje albuma je bilo odgođeno, pa je objavljen u kolovozu iste godine). Nakon uspjeha prethodnog albuma E.S.P. u Europi, braća Gibb počeli su raditi na materijalu za album One u početku 1988-me.
U ožujku njihov brat Andy iznenada umire i Bee Gees uzima predah do kolovoza, kada su se vratili u studio i dovršili album. Stil albuma One bio je više sjetan od E.S.P., na što je jako utjecalo gubitak njihova brata. Prvi singl s albuma "Ordinary Lives", posvećen je Andyju, po uzoru na njega. Drugi singl s albuma "One" je "Tokyo Nights".
Album nije imao velikog utjecaja na tržištu. Unatoč uspjehu singl "One", u Americi album dolazi tek na #68 Top ljestvice. U Velikoj Britaniji dosegao je #29, dok se bolje prodaje u Njemačkoj i Švicarskoj, i nalazi se na Top 10 u obje zemlje. Do 2006. godine album One prodao se u preko 1 milijun primjeraka širom svijeta.

## Popis pjesama
Sve pjesme skladali su Barry, Robin i Maurice Gibb.
| #   | Naziv                  | Zabilješka | Trajanje |
| --- | ---------------------- | --- | -------- |
| 1.  | "Ordinary Lives"       | Prvi vokal Barry Gibb. Originalan naziv snimke je "Cruel World". Objavljeno na singlu.                                    | 4:01     |
| 2.  | "One"                  | Prvi vokal Barry Gibb. Objavljeno na singlu.                                                                              | 4:55     |
| 3.  | "Bodyguard"            | Prvi vokal Robin i Barry Gibb. Objavljeno na singlu.                                                                      | 5:21     |
| 4.  | "It's My Neighborhood" | Prvi vokal Barry Gibb. | 4:17     |
| 5.  | "Tears"                | Prvi vokal Barry Gibb. | 5:16     |
| 6.  | "Tokyo Nights"         | Prvi vokal Robin Gibb. Prethodna verzija ove skladbe snimljena je 1987.                                                   | 3:56     |
| 7.  | "Flesh and Blood"      | prvi vokal Robin Gibb. | 4:44     |
| 8.  | "Wish You Were Here"   | Prvi vokal Barry Gibb. Napisana nekoliko tjedana nakon Andyjeve smrti, u ožujku 1988. Ova je skladba posvećena Andyju.    | 4:44     |
| 9.  | "House of Shame"       | Prvi vokal Maurice Gibb.                                                                                                  | 4:51     |
| 10. | "Will You Ever Let Me" | Prvi vokal Barry Gibb. | 5:58     |
| 11. | "Wing and a Prayer"    | Prvi vokal Barry Gibb. Bonus skladba koja se nalazi samo na CD izdanju. Producenti Barry Gibb, Maurice Gibb i Robin Gibb. | 4:10     |

## Izvođači
- Barry Gibb - Vokal, Gitara
- Robin Gibb - Vokal
- Maurice Gibb - Vokal, klavijature, sintisajzer, gitara
- Tim Cansfield - gitara
- Peter-John Vettese - klavijature, sintisajzer
- Nathan East - Bas gitara
- Steve Ferrone - Bubnjevi
- Alan Kendall - Gitara
- Scott Glasel - glazbeno programiranje

### Produkcija
- Produkciju na albumu radili su Barry Gibb, Maurice Gibb, Robin Gibb i Brian Tench, osim za skladbu "Wing and a Prayer", na kojoj su producenti bili Barry Gibb, Maurice Gibb i Robin Gibb.

## Singlovi
| Datum          | Singl                | Zabilješka                                                                       | Pozicija                                                          |
| -------------- | -------------------- | -------------------------------------------------------------------------------- | ----------------------------------------------------------------- |
| Ožujak 1989.   | "Ordinary Lives"     | Objavljen samo u Europi                                                          | #54 VB, #8 Njemačka, #19 Austrija, #23 Nizozemska                 |
| Lipanj 1989.   | "One"                | Objavljen u čitavom svijetu                                                      | #7 SAD, #71 VB, #1 Brazil, #7 Argentina, #11 Kanada, #37 Njemačka |
| Listopad 1989. | "Tokyo Nights"       | Objavljen samo u Europi i Aziji                                                  | -                                                                 |
| Siječanj 1990. | "Bodyguard"          | Objavljen samo u Sjedinjenim Američkim Državama                                  | #9 Adult Contemporary                                             |
| Siječanj 1990. | "Wish You Were Here" | Objavljeno kao limitirano promotivno izdanje za Latinsku Ameriku Europske zemlje | #2 Brazil                                                         |

## Top ljestvica
| Zemlja                     | Pozicija |
| -------------------------- | -------- |
| Njemačka                   | #4       |
| Švicarska                  | #6       |
| Nizozemska                 | #15      |
| Norveška                   | #19      |
| Austrija                   | #23      |
| Velika Britanija           | #29      |
| Australija                 | #36      |
| Italija                    | #39      |
| Švedska                    | #42      |
| Kanada                     | #46      |
| Japan                      | #63      |
| Sjedinjene Američke Države | #68      |

## Vanjske poveznice
- discogs.com - Bee Gees - One